# Centro di produzione Torre Europa
Il Centro di produzione Torre Europa (anche noto come Centro di Produzione Televisiva Torre Europa o più semplicemente CPTV Torre Europa) è un centro di produzione televisiva, radiofonica e cinematografica, si trova nel grattacielo Torre Europa, in via Annovazzi 15 a Civitavecchia, nella città metropolitana di Roma Capitale.

## Storia
L'idea della realizzazione di un centro di produzione multimediale a Civitavecchia nasce tra la fine degli anni 80 e l'inizio dei 90 con l'idea di creare un polo che potesse accogliere produzioni italiane ed estere grazie al possesso di attrezzature all'avanguardia e anche alla disposizione di molte maestranze e professionisti del settore, permettendo a Civitavecchia di farsi strada nel mondo della cinematografia e della televisione.
A volere fortemente il progetto fu Pino Grasso, giornalista, editore, imprenditore e impresario, che investì molti fondi e dedicò molto del suo tempo alla realizzazione e messa in atto dell'idea del polo di produzione.
Inizialmente il nuovo polo massmediale civitavecchiese doveva sorgere presso alcuni dei capannoni della zona industriale cittadina, a nord del porto, andando ad erigere dei teatri di posa e delle strutture appositamente progettate. Passati alcuni mesi dai sopralluoghi si considerò la proposta della zona industriale non più praticabile vista la carenza di fondi per l'investimento. Inoltre questo stop portò molti sostenitori finanziari privati a tirarsi indietro.
Per un breve periodo continuarono le ricerche di locazioni valide per il polo tele-cinematografico, ma andando vane, il progetto venne definitivamente accantonato.
Dopo la realizzazione nel 1986 del complesso direttivo Torre Europa, adiacente l'area Feltrinelli, progettato da parte dell'architetto Alfiero Antonini nel 1984, investitori ancora interessati videro un potenziale nella struttura e decisero di rivalutare il progetto di creazione del centro di produzione.
Fu proprio Grasso, in quel periodo presidente della società editrice dell'emittente televisiva Telecivitavecchia a proporre quel posto per la nuova location degli studios.
Negli ultimi anni 90 ci fu un secondo stop che determinò la ripresa del progetto nei primi anni 2000.
Nel 2001, dopo la chiusura degli uffici amministrativi e diriezionali da parte di Enel all'interno della torre, si iniziarono a muovere i primi passi per l'effettiva realizzazione del centro, grazie alla creazione dei primi progetti per studi, uffici, depositi e laboratori.
Nel gennaio 2003 inizieranno i lavori di creazione degli spazi riservati agli studios per televisione e radio, che proseguiranno per circa 10 mesi di lavori.
Nel 2004 aprono gli studios, a gennaio le prime sale destinate alla produzione radiofonica, mentre a giugno gli studi televisivi.
Nel 2010, in concomitanza all'apertura della nuova redazione centrale del quotidiano La Provincia, viene effettuato un restyling e una ricomposizione degli spazi dedicati al centro di produzione, attrezzandolo anche di spazi dedicati alla professione del doppiaggio.
Nel 2011 il centro diventa sede stabile della neonata Provincia TV, che occuperà lo studio numero 5 e le aree adiacenti, inoltre, sempre nello stesso anno, al quinto piano viene allestita un'area totalmente dedicata al montaggio video per cinema e televisione.
Dal 2014 viene iniziata la realizzazione di contenuti pubblicitari e prodotti editoriali a fini promozionali, video e digitali.

## La gestione
Il centro di produzione radiotelevisiva è parte delle proprietà del gruppo Monte-Claire SBM (Société des Bains de Mer), holding operante nei campi della produzione televisiva, dell'editoria e del lusso. Monte-Claire SBM ha come quartier generale gli stessi uffici di Torre Europa, che dirigono le operazioni a livello nazionale e internazionale.

## Dati tecnici
Il centro, attualmente composto da 10 studi principali (suddivisi tra produzioni audio e visive) oltre le altre sale di registrazione e doppiaggio, è dislocato su due piani principali, inoltre dispone di aree interamente dedicate al montaggio, alla post-produzione, all'animazione digitale.
Gli studi sono equipaggiati da strutture televisive all'avanguardia, per permettere anche grandi produzioni sia nella fase di realizzazione sia in quella prima di montaggio e poi della messa in onda e della trasmissione.
Il tutto servito dalla migliore strumentazione e gli equipaggiamenti più moderni e al passo con i tempi, permettendo un lavoro professionale e di alta qualità ai tecnici e i professionisti del settore che ne usufruiscono.
I principali studi del centro sono forniti di camerini e uffici di produzione nelle aree adiacenti lo studio, oltre che di toilette (una di servizio e una pubblica per gli ospiti delle trasmissioni).
Studi e sale
- Studi televisivi: 6
- Studi radiofonici: 4
- Sale di registrazione: 3

Servizi
- Foyer
- Guardaroba
- Bar
- Sale riunioni
- Camerini
- Magazzini
- Archivio
- Laboratori scenici
- Sartoria

Il centro di produzione è collegato al centro direttivo di Torre Europa, dove sono disponibili servizi come sale conferenze e meeting, sale di training e open space con spazi di lavoro per il co-working. Gli uffici amministrativi televisivi sono posti nell'ala del grattacielo dedicata alla direzione, mentre quelli di produzione sono all'interno dell'ala del centro di produzione stesso.
Nel seminterrato del palazzo, accessibile tramite la scala A dall'ingresso principale oppure tramite la via di accesso ai parcheggi coperti, sono presenti anche i magazzini dove sono contenuti gli oggetti di scena, i costumi, gli attrezzi e i materiali di produzione; l'archivio di produzione; i laboratori scenografici per la realizzazione delle scenografie; la sartoria.

L'archivio contiene copia del girato dall'apertura del centro fino ad oggi, oltre ai server contenenti i filmati di repertorio.